# Giusto Manetti Battiloro
(Alessandro Baricco, La Repubblica 22 ottobre 2004)
La Giusto Manetti Battiloro è un'azienda storica fiorentina che produce e commercializza foglia d'oro. A guidarla oggi è la quindicesima generazione della famiglia Manetti, che pratica l'arte del battiloro dal 1600. La bottega artigianale fondata nel XVII secolo è diventata una vera e propria impresa nel 1820.

## Storia dell'azienda
La famiglia Manetti inizia l'attività di Battiloro sin dal 1600 quando Matteo Manetti, figlio di Agostino Manetti, diventa orafo, decoratore e doratore. Allievo di Francesco di Jacopo da Empoli, si trasferisce a Roma negli anni in cui si sta costruendo la basilica di San Pietro, e qui si afferma come uno dei più brillanti artisti italiani. Nel 1602 viene richiamato a Firenze dall'allora architetto del Duomo Alessandro Bronzino Allori per restaurare la sfera della cupola di Santa Maria del Fiore distrutta da un fulmine. Il lavoro viene terminato in appena un mese e il Granducato, come riconoscimento per l'eccellente riuscita del restauro, nomina Matteo Manetti Orefice dell'Opera, primo riconoscimento alla famiglia Manetti. Suo cugino Paolo, intanto, costruisce la sua bottega a Firenze e inizia a lavorare per la famiglia Medici assieme al figlio, Matteo, tramandando così i segreti dell'attività familiare. Lorenzo de' Medici, nel 1633, sarà il padrino del primo figlio di Matteo, chiamato Lorenzo in suo onore. La crisi culturale e politica che colpisce la città di Firenze con la progressiva decadenza della dinastia Medici ha ripercussioni anche sulla bottega, che vive in quegli anni tempi difficili. Tuttavia, la famiglia continua a praticare l'arte del battiloro e a innovare i processi della produzione della foglia. Nel 1732, maestro Niccolò Manetti viene nominato console dell'Accademia delle Arti del Disegno. La bottega si trasferisce da Santo Stefano in Pane, quartiere alle porte di Firenze, in San Lorenzo, "cuore" della città artigiana. I grandi cambiamenti che stanno stravolgendo l'Europa, la Rivoluzione Francese, l'Illuminismo, sono ben compresi da Salvatore Domenico Manetti, che guida la bottega in quegli anni e che decide di mandare il figlio Luigi a conoscere da vicino questi avvenimenti. Proprio Luigi, al suo ritorno a Firenze nel 1816, maturerà la scelta di trasformare la bottega di famiglia in una vera e propria impresa e le dà il nome che porta ancora oggi (Giusto Manetti Battiloro) in onore di suo figlio Giusto, nato nel 1818. Luigi guida l'azienda verso una modernizzazione di tipo industriale caratterizzata da forti investimenti nell'attività produttiva. Alla sua morte l'azienda passa al figlio che, a cavallo tra il 1800 e il 1900, continua il processo di innovazione avviato dal padre e riesce a far affermare la Giusto Manetti Battiloro come una delle grandi realtà industriali italiane. Insieme agli investimenti arrivano anche importanti riconoscimenti, tra i quali la medaglia ottenuta in occasione della prima esposizione nazionale del 1861 tenutasi a Firenze. L'azienda prospera e quando il figlio di Giusto, Adolfo Manetti, prende in mano l'azienda siamo nel pieno della seconda rivoluzione industriale. Arrivano nuovi strumenti, come i magli a vapore, e viene costruito un nuovo stabilimento in via del Ponte alle Mosse. I dipendenti diventano un centinaio e il marchio Manetti inizia ad essere conosciuto sui mercati europei. La prima guerra mondiale interrompe il processo di crescita. Tra i giovani che vengono richiamati al fronte c'è anche Giusto Manetti, figlio di Adolfo e nipote di Giusto che viene ferito e catturato dagli austriaci nella battaglia di Monfalcone. Nel 1918, dopo aver ottenuto una medaglia al valore per il coraggio mostrato durante il conflitto, rientra a Firenze e, insieme al cognato Guido Macchia, riprende la guida dell'azienda. Sotto la sua direzione il numero dei dipendenti triplica e la foglia oro Manetti comincia a splendere sui più importanti monumenti del globo.
Il secondo conflitto mondiale colpisce di nuovo molto duramente la famiglia Manetti e la sua attività: Giusto Manetti viene richiamato alle armi come ufficiale di cavalleria e il 2 luglio del 1944 gli Alleati radono al suolo la sua fabbrica, scambiandola per un deposito della vicina stazione ferroviaria di Porta al Prato.

### La ricostruzione
Subito dopo la fine della guerra, nel 1946, Giusto Manetti ricostruisce la fabbrica insieme ai figli Lapo e Fabrizio e alle maestranze. L'azienda riparte e Giusto Manetti, ormai riconosciuto come uno dei maggiori esperti mondiali sulla Foglia oro, viene ricercato in tutto il mondo per consulenze specializzate che riguardano tanto il restauro dei sarcofagi egizi del British Museum quanto la doratura delle ogive spaziali. 
Nel 1950 fu siglato il primo accordo con un battiloro inglese per la commercializzazione e vendita di pellicole per la stampa con lamina a caldo. Nasce così il secondo ramo aziendale, che si affianca alla storica produzione della Foglia oro.
Gli anni 1960 sono quelli dei grandi restauri, anni in cui la Manetti fornì la sua foglia d'oro per alcune delle più grandi opere del mondo, dalla reggia di Versailles alle sale del castello di Windsor, dalla cupola della basilica del Santo Sepolcro a Gerusalemme a molti altri ancora.

### L'alluvione e lo sviluppo dell'azienda

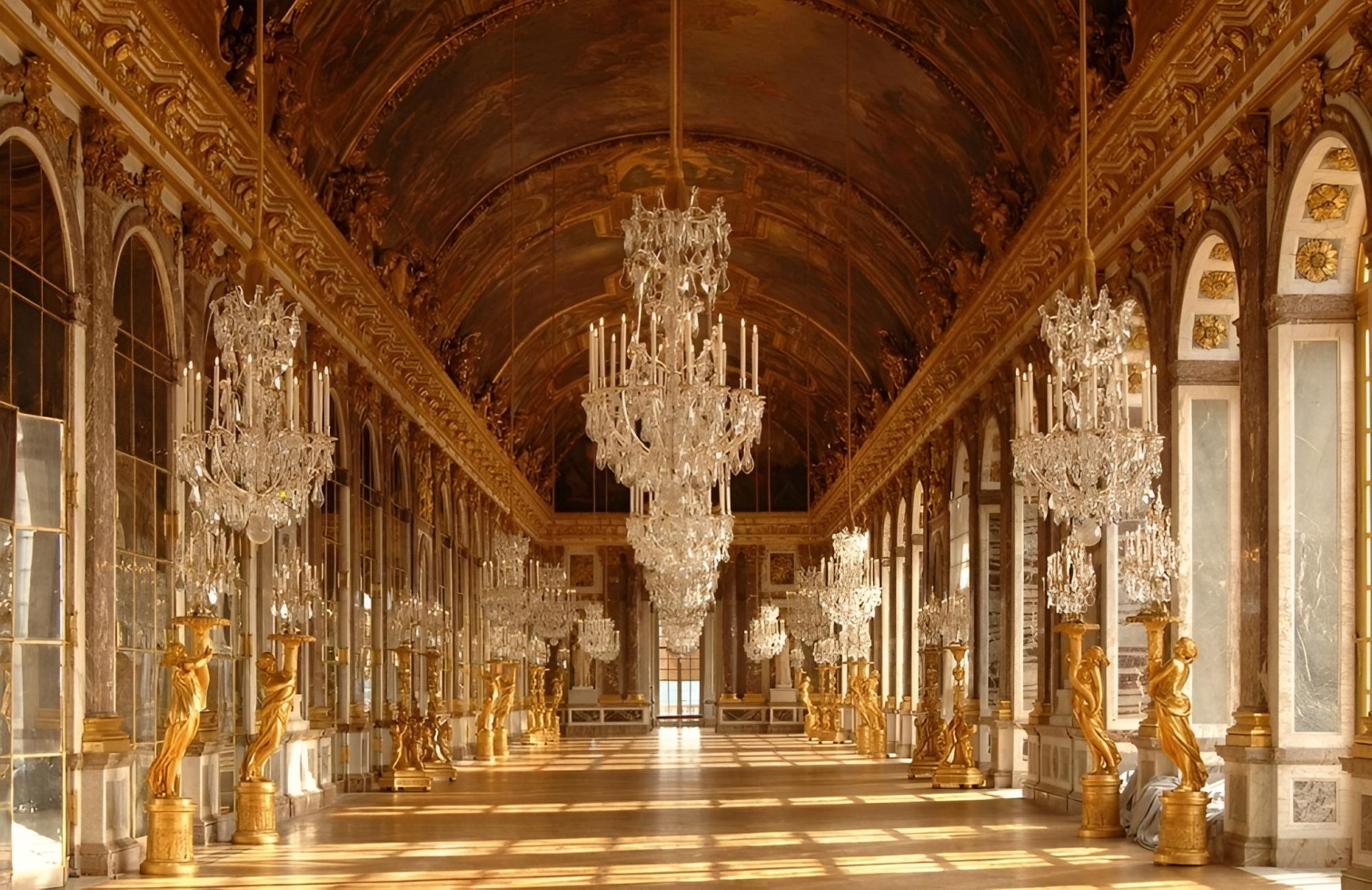
La galleria degli Specchi è la galleria centrale e una delle stanze più famose del palazzo di Versailles. Nel 2007 è stato completato un lungo restauro che ha interessato finiture e sculture della galleria.

Una nuova disavventura colpì tuttavia l'azienda, quando l'alluvione di Firenze del 4 novembre 1966 allagò completamente il primo piano dello stabilimento, sommergendo gran parte dei macchinari produttivi. I tre figli di Giusto, Fabrizio, Lapo e Francesca, riusciranno a far ripartire di nuovo l'azienda e ad ampliarne ulteriormente l'attività con l'acquisizione di un nuovo stabilimento produttivo a Firenze (nel quale sarà trasferita l'attività della stampa a caldo) e con l'apertura di due filiali in Spagna, nella città di Almería, e in Polonia, nella città di Częstochowa. Ancora una volta la Foglia oro Manetti viene utilizzata per importanti restauri in Italia e nel mondo: tra i molti, le guglie del grattacielo New York Life Insurance Company, il Carskoe Selo di San Pietroburgo, il Gran Teatro La Fenice di Venezia dopo l'incendio del 29 gennaio 1996 e i dettagli dorati della nave scuola Amerigo Vespucci (veliero).
Nel 1996 i tre fratelli lasciano la gestione dell'azienda alla nuova generazione, composta da Bernardo, Lorenzo, Jacopo, Niccolò, Bonaccorso e Angelica. Nel 2013 la Giusto Manetti Battiloro si è trasferita nel nuovo stabilimento di 8 000 m² a Campi Bisenzio, e ha raggiunto, sempre nel 2013, un fatturato complessivo di 27 milioni di Euro. In segno di gratitudine verso il territorio in cui è nata e cresciuta, l'azienda ha sponsorizzato il restauro di numerosi beni storici della città di Firenze, tra i quali la palla di Andrea Verrocchio che sormonta la lanterna della cupola del duomo di Santa Maria del Fiore. Si tratta di un ritorno alle origini della storia della famiglia, cominciata proprio con il primo restauro della stessa palla, compiuto nel 1602 da Matteo, il primo battiloro Manetti di cui si conserva la memoria.

## La Manetti oggi

### Il nuovo stabilimento

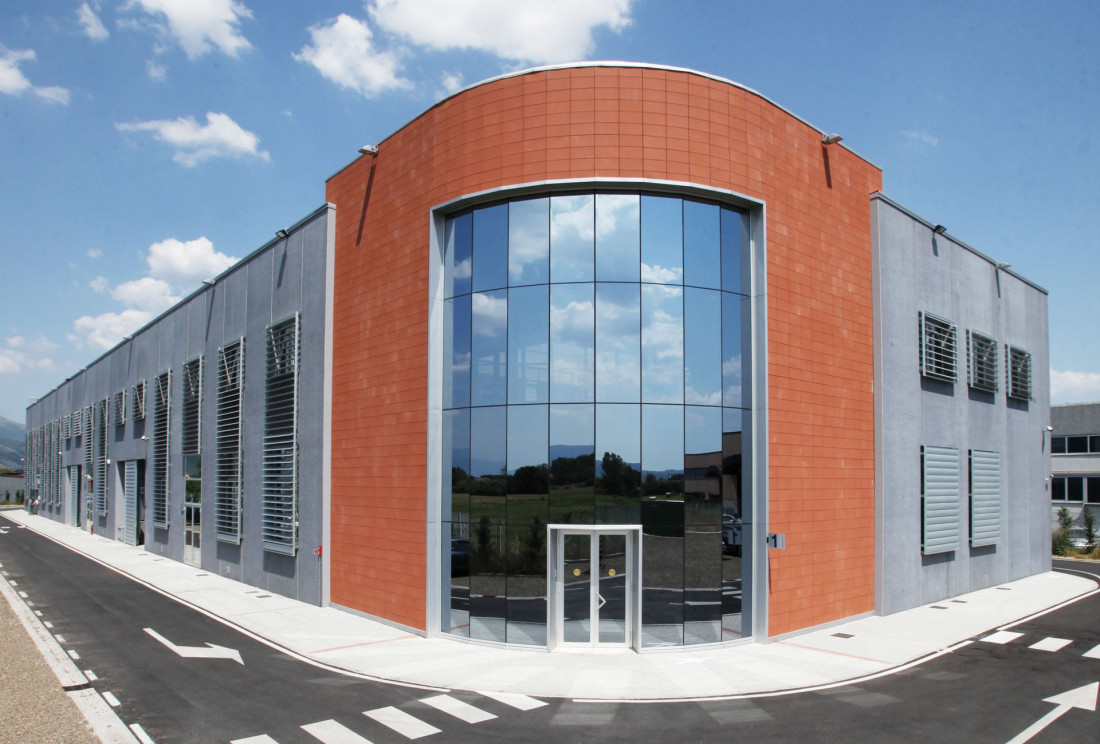
Ingresso dello stabilimento Manetti a Campi Bisenzio

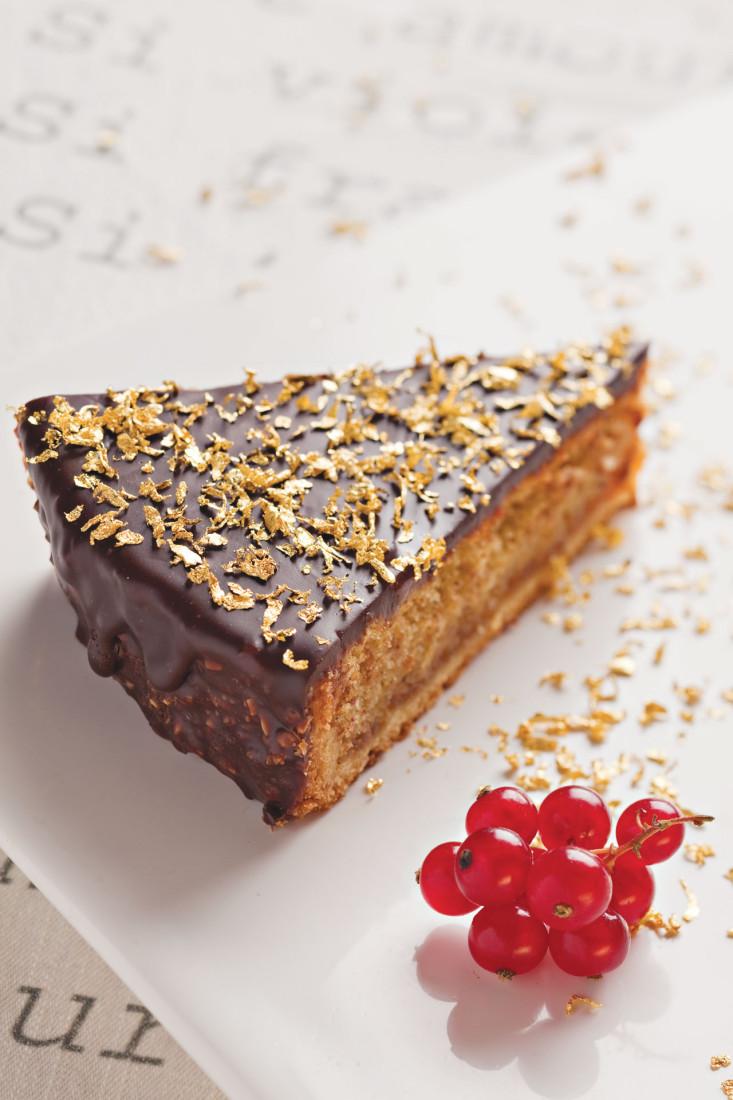
Torta decorata con oro alimentare Manetti Battiloro

Il nuovo stabilimento della Giusto Manetti Battiloro, progettato dall'architetto Baracchi ed entrato in funzione il 7 gennaio 2013, riunisce le tre sedi precedenti dell'azienda di via del Ponte alle Mosse, via Panciatichi e via Petrocchi. La nuova casa della Giusto Manetti Battiloro è stata pensata ponendo al centro il benessere dell'uomo e la qualità del suo lavoro. Per i dipendenti, oltre al refettorio, all'area relax e alle corti interne, sono presenti una palestra, una biblioteca per il libero scambio di libri, un ampio parcheggio interno, un auditorium. Questa sala, dedicata alla memoria di Giusto Manetti, ha una capienza di circa cinquanta posti ed è stata realizzata sia per effettuare formazione al personale interno sia per progetti di formazione esterna dedicati agli studenti di scuole d'arte, di restauro, di design e architettura. In tutta la nuova sede, gli arredi, dai toni caldi e rigorosamente Made in Italy, sono studiati per mettere a proprio agio le persone, mentre le attrezzature tecniche, tra le più all'avanguardia, garantiscono piena sicurezza al lavoratore e altissima qualità al prodotto finito. Costruito in 18 mesi, il nuovo stabilimento sorge nell'area di Campi Bisenzio, in provincia di Firenze, e ha una superficie coperta di circa 8 000 m². L'intero complesso è stato realizzato per massimizzare l'apporto di luce naturale in ogni ufficio e in ogni laboratorio, mentre l'illuminazione artificiale a LED assicura un significativo risparmio energetico. Sempre nell'ottica della sostenibilità ambientale, il tetto della sede è stato ricoperto da 414 pannelli fotovoltaici che, con una resa di circa 120 000 kWh, ogni anno evitano l'emissione nell'ambiente di 60 000 kg di CO2.

### Politica aziendale
L'azienda si caratterizza per le ottime relazioni sindacali e per il rispetto dei diritti dei lavoratori. Inoltre, è stata fatta la scelta di utilizzare per la produzione delle Foglie oro soltanto oro non proveniente da zone di guerra o da zone in cui non sia garantito il rispetto dei diritti umani.

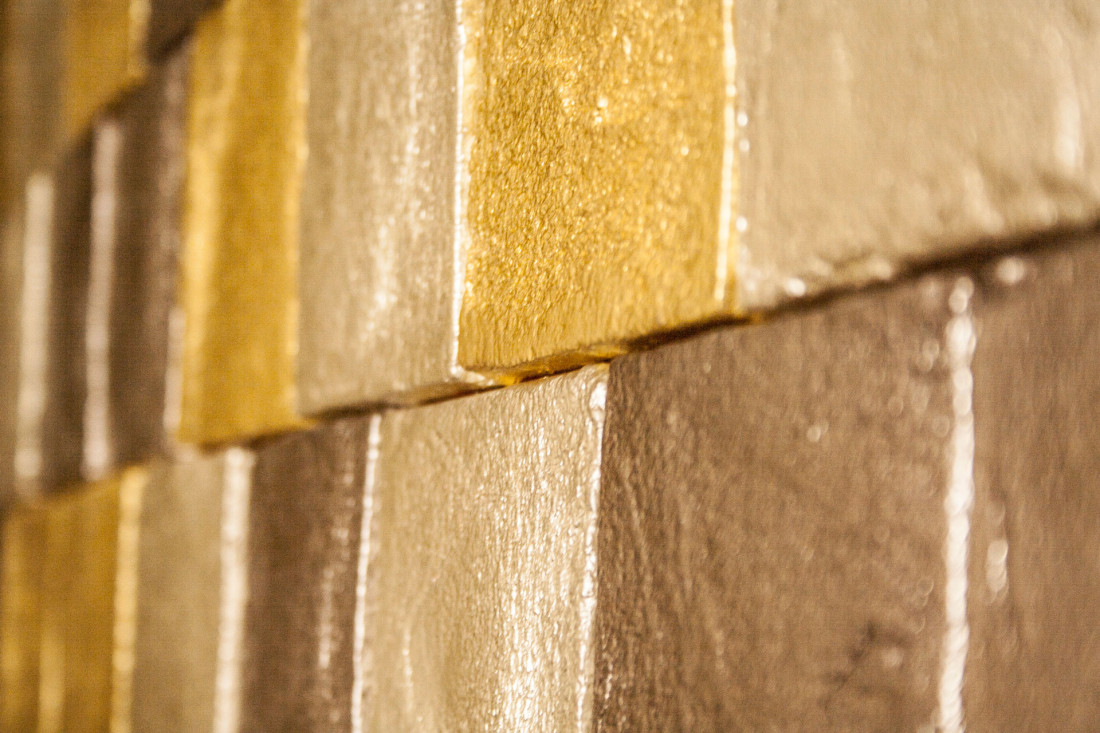
Terraoro, esempio di applicazione

### Le produzioni
L'azienda, oltre a produrre oro e argento per doratura o argentatura in foglia e lamina a caldo, ha ultimamente allargato il suo portafoglio prodotti sviluppando novità come:
- La linea di oro e argento alimentare Gold Chef
- La linea di oro per applicazioni cosmetiche Beauty Gold
- La linea di mattonelle di cotto di Impruneta dorate con la foglia d'oro Terraoro.

## Grandi opere della Giusto Manetti Battiloro
Di seguito sono riportati alcuni dei progetti più importanti a cui la Giusto Manetti Battiloro ha contribuito con la sua Foglia oro nel corso dell'ultimo secolo.
| Nazione     | Opera                                           | Immagine               |
| ----------- | ----------------------------------------------- | ---------------------- |
| Belgio      | Feestzaal                                       |                        |
| Francia     | Galerie d'Apollon Museo del Louvre              | Galerie d'Apollon      |
| Francia     | Galleria degli Specchi, Reggia di Versailles    | Galleria degli Specchi |
| Francia     | Opéra National de Paris                         | Grand foyer            |
| Francia     | Statua di Giovanna d'Arco                       | Giovanna d'Arco        |
| Francia     | Chiesa di San Giovanni Battista                 |                        |
| Regno Unito | Albert Memorial                                 | Albert Memorial        |
| Regno Unito | Buckingham Palace                               | Buckingham Palace      |
| Grecia      | Monastero Monte Athos                           |                        |
| Israele     | Basilica del Santo Sepolcro                     |                        |
| Italia      | Teatro la Fenice                                | Teatro la Fenice       |
| Italia      | Santa Maria del Fiore                           | Santa Maria del Fiore  |
| Italia      | Amerigo Vespucci                                | Amerigo Vespucci       |
| Russia      | Cattedrale, Nižnij Novgorod                     |                        |
| Russia      | Carskoe Selo                                    | Carskoe Selo           |
| Stati Uniti | Campidoglio dell'Iowa                           | Campidoglio dell'Iowa  |
| Stati Uniti | Biblioteca del Congresso, Fiaccola              | Fiaccola               |
| Stati Uniti | Campidoglio dello stato del Minnesota, Quadriga | Quadriga               |
| Stati Uniti | Statua di Prometeo, Rockefeller Center          | Statua di Prometeo     |
| Stati Uniti | New York Life Building                          | New York Life Building |
| Stati Uniti | Severance Hall                                  | Severance Hall         |

## Riconoscimenti
- Premio Columbus nel 2020 per l'impresa